# 入木抄
入木抄（じゅぼくしょう）とは、尊円法親王が著した書の故実書。日本の書道史を体系的に論じた初めての本である。「入木」とは、王羲之の書いた字が、墨跡として木に三分染み込んでいた故事に由来し、転じて書道・習字のこと。宮廷書道の伝承のため天皇に奉呈された。
尊円は著書の中で、「異朝」では廃れてしまった「旧風」を残しつつ、日本独自に発展してきた「国風」の書が書道史の本流だとして高く評価している。また、書道史を空海から小野道風までと、道風から藤原行成まで、そして行成から藤原忠通までの3つに分け、世尊寺流をその正嫡だと論じ、当時流行していた宋風の書を批判した。こうした見解は、後の日本の書道史の出発点に位置づけられる。
構成は全一巻二十段からなる。十七段までは書道学習の手法・手本・用具等であるが後三段は当時十五歳の若き後光厳天皇に対する帝王学を説いている。

## 参考資料
- 下坂守 国立文化財機構監修『日本の美術501 公家の書』至文堂、2008年